# Platformska neovisnost
Pojam platformski neovisan (ili eng. platform-independent) označava pojam u informatici (npr. format datoteke) koji ne ovisi o platformi (npr. operacijskom sustavu) na kojoj se koristi. Ovaj izraz ne smije se zamijeniti s izrazom cross-platform koji se, za razliku od ovoga, ne odnosi na sve operacijske sustave. Najjednostavniji primjer platform-independent formata datoteke je tekstualna (.TXT) datoteka kodirana ASCII formatom.
Također, primjera radi, neovisnima o platformi možemo nazvati i multimedijske formate datoteka (npr. MP3, OGG, PNG, JPG, DIVX) za koje je poznato da se mogu koristiti na raznim tipovima PC OS-ova, kao što su Windows, razne distribucije GNU/Linuxa, čak i DOS, pa i ostalim uređajima koji imaju svoje OS-ove, poput Amiga OS-a, OS-ovi Multimedijskih player-a i sl.
Postoje i razni standardi koji se mogu nazvati neovisnima o platformi. Od njih je - uz već spomenuti ASCII - najpoznatiji HTML (Hyper-text Markup Language) - format definiran od strane W3C-a (WWW konzorcij) za razmjenu web stranica.